# Promozione Sicilia 1986-1987
Nella stagione 1986-1987 la Promozione era quarto livello del calcio italiano (il massimo livello regionale).
Qui vi sono le statistiche relative al campionato gestito dal Comitato Regionale Siculo per la regione Sicilia.
Il campionato è strutturato in vari gironi all'italiana su base regionale, gestiti dai Comitati Regionali di competenza. Promozioni alla categoria superiore e retrocessioni in quella inferiore non erano sempre omogenee; erano quantificate all'inizio del campionato dal Comitato Regionale secondo le direttive stabilite dalla Lega Nazionale Dilettanti, ma flessibili, in relazione al numero delle società retrocesse dal Campionato Interregionale e perciò, a seconda delle varie situazioni regionali, la fine del campionato poteva avere degli spareggi sia di promozione che di retrocessione.

## Girone A

### Classifica finale
|  | Pos. | Squadra        | Pt | G  | V  | N  | P  | GF | GS | DR  |
|  | ---- | -------------- | -- | -- | -- | -- | -- | -- | -- | --- |
|  | 1.   | Partinicaudace | 50 | 30 | 21 | 8  | 1  | 50 | 8  | +42 |
|  | 2.   | Palermolympia  | 46 | 30 | 18 | 10 | 2  | 43 | 17 | +26 |
|  | 3.   | Barcellona     | 44 | 30 | 17 | 10 | 3  | 44 | 13 | +31 |
|  | 4.   | Ribera         | 37 | 30 | 15 | 7  | 8  | 38 | 29 | +9  |
|  | 5.   | Sant'Agata     | 32 | 30 | 11 | 10 | 9  | 46 | 43 | +3  |
|  | 6.   | Villafranca    | 28 | 30 | 9  | 10 | 11 | 35 | 24 | +11 |
|  | 6.   | Gangi          | 28 | 30 | 11 | 6  | 13 | 26 | 36 | -10 |
|  | 8.   | Lipari         | 27 | 30 | 8  | 11 | 11 | 22 | 29 | -7  |
|  | 8.   | Giardini Naxos | 27 | 30 | 9  | 9  | 12 | 35 | 44 | -9  |
|  | 10.  | Carini         | 26 | 30 | 8  | 10 | 12 | 32 | 33 | -1  |
|  | 10.  | Orlandina      | 26 | 30 | 9  | 8  | 13 | 25 | 28 | -3  |
|  | 12.  | Madonie        | 25 | 30 | 9  | 7  | 14 | 21 | 20 | +1  |
|  | 12.  | Pro Marsala    | 25 | 30 | 4  | 17 | 9  | 25 | 32 | -7  |
|  | 14.  | Alcamo         | 23 | 30 | 5  | 13 | 12 | 18 | 39 | -21 |
|  | 15.  | Milazzo        | 21 | 30 | 5  | 11 | 14 | 18 | 41 | -23 |
|  | 16.  | Partanna (-1)  | 14 | 30 | 4  | 7  | 19 | 12 | 54 | -42 |

Legenda:
      Promosso in Interregionale 1987-1988.
      Retrocesso in Prima Categoria 1987-1988.
Note:
Due punti a vittoria, uno a pareggio, zero a sconfitta.
Pari merito in caso di peri punti.
Scontri diretti per definire una o più squadre ammesse allo spareggio.
Palermolympia successivamente ripescato in Interregionale.

## Girone B

### Classifica finale
|  | Pos. | Squadra            | Pt | G  | V  | N  | P  | GF | GS  | DR  |
|  | ---- | ------------------ | -- | -- | -- | -- | -- | -- | --- | --- |
|  | 1.   | Juventina Gela     | 48 | 30 | 20 | 8  | 2  | 49 | 12  | +37 |
|  | 2.   | Terranova Gela     | 44 | 30 | 16 | 12 | 2  | 39 | 18  | +21 |
|  | 3.   | Paternò            | 35 | 30 | 13 | 9  | 8  | 44 | 24  | +20 |
|  | 4.   | Caltagirone        | 34 | 30 | 14 | 6  | 10 | 36 | 22  | +14 |
|  | 5.   | Vittoria           | 31 | 30 | 10 | 11 | 9  | 39 | 31  | +8  |
|  | 6.   | Megara Augusta     | 30 | 30 | 10 | 10 | 10 | 41 | 31  | +10 |
|  | 6.   | Sporting Militello | 30 | 30 | 12 | 6  | 12 | 41 | 39  | +2  |
|  | 6.   | Misterbianco       | 30 | 30 | 10 | 10 | 10 | 33 | 32  | +1  |
|  | 9.   | Pozzallo           | 29 | 30 | 11 | 7  | 12 | 38 | 28  | +10 |
|  | 9.   | Aci Sant'Antonio   | 29 | 30 | 9  | 11 | 10 | 32 | 25  | +7  |
|  | 9.   | Riesi              | 29 | 30 | 10 | 9  | 11 | 35 | 34  | +1  |
|  | 9.   | Ravanusa           | 29 | 30 | 10 | 9  | 11 | 28 | 29  | -1  |
|  | 13.  | Modica             | 27 | 30 | 9  | 9  | 12 | 24 | 30  | -6  |
|  | 14.  | Nuova Plutia (-1)  | 26 | 30 | 9  | 9  | 12 | 27 | 38  | -11 |
|  | 15.  | Randazzo           | 21 | 30 | 5  | 11 | 14 | 23 | 43  | -20 |
|  | 16.  | Aquila Grammichele | 7  | 30 | 3  | 1  | 26 | 9  | 106 | -97 |

Legenda:
      Promosso in Interregionale 1987-1988.
      Retrocesso in Prima Categoria 1987-1988.
Note:
Due punti a vittoria, uno a pareggio, zero a sconfitta.
Pari merito in caso di peri punti.
Scontri diretti per definire una o più squadre ammesse allo spareggio.

### Giornali
- La Sicilia, quotidiano di Catania, edizione del 25 maggio 1987.

### Libri
- Annuario 1986-1987, edito dalla F.I.G.C. - Roma (1987).
- Giulio Schillaci, Almanacco storico del calcio siciliano.